# Giorgio Spini
Giorgio Spini (Firenze, 23 settembre 1916 – Firenze, 14 gennaio 2006) è stato uno storico italiano.
Esponente del Partito d'Azione, era padre del politico Valdo Spini, di Andrea Spini, sindacalista, di Daniele Spini, critico musicale e di Debora Spini, docente alla New York University di Firenze.

## Biografia
Di religione protestante valdese, ancora studente universitario, si fece conoscere con il romanzo La bottega delle meraviglie, un vero e proprio giallo ambientato nella sua città, Firenze, e pubblicato da Arnoldo Mondadori Editore (1936). Conseguita la laurea all'Università di Firenze sotto la guida di Niccolò Rodolico, diede alle stampe la sua prima ricerca riguardante la figura di un eretico del XVI secolo, Antonio Brucioli (1940).
Partecipò attivamente alla Resistenza e entrò nel Partito d'Azione. Dal 1942 fu commentatore a Radio Bari e scrisse su L'Italia del popolo, il Corriere del mattino e La Nazione del popolo con lo pseudonimo Valdo Gigli; successivi suoi studi riguardarono (nel 1945, a seconda guerra mondiale terminata) il principato mediceo e la sua ristrutturazione per opera di Cosimo I.
Insegnò all'Università Harvard ed in altri atenei statunitensi. Fu professore all'Università di Messina dal 1952 al 1960 e poi all'Università di Firenze fino al 1991, di cui divenne professore emerito nel 1995. 
Il suo campo di specializzazione fu lo studio del protestantesimo e della storia dell'età moderna.
Spini dedicò le sue ricerche alla presenza protestante, libertina, dissenziente nella vita politica e culturale tanto in Italia quanto all'estero. Le sue opere principali hanno riguardato i libertini (1950), i protestanti e il Risorgimento italiano (1956), i Padri Pellegrini in America (1968), i puritani e il barocco (1991).
Giorgio Spini è noto per il suo manuale di storia Disegno storico della civiltà, sul quale si sono formate generazioni di studenti di scuola media superiore; il manuale conobbe almeno quindici edizioni e innumerevoli ristampe.

## Biblioteca e archivio personali
I suoi eredi hanno donato i libri posseduti da Spini al comune di Aulla, la cui biblioteca comunale era andata distrutta durante un'alluvione.
Giorgio Spini è stato inoltre fondatore e presidente dell'Associazione Nazionale Docenti Universitari (ANDU) dal 1968 al 1971. L'archivio dell'Associazione, contenente atti e documenti da lui prodotti nella sua qualità di presidente, è stato donato dai figli alla Biblioteca di scienze sociali dell'Università degli studi di Firenze nel 2015 ed è consultabile online nel portale Chartae, dedicato all'archivio storico dell'Ateneo e ai fondi archivistici di personalità da esso conservati.

## Opere
- La bottega delle meraviglie, Mondadori, Milano, 1936
- 1,9 per mille, Catania, La Vittoria, 1938. Ristampato in Anno XVI dell'era fascista, Claudiana, Torino, 2003
- Tra Rinascimento e Riforma. Antonio Brucioli, La Nuova Italia, Firenze, 1940
- Cosimo I e l'indipendenza del principato mediceo, Vallecchi, Firenze, 1945 (nuova edizione Vallecchi, Firenze, 1980)
- Disegno storico della civiltà italiana, Roma, Perrella, 1947 (più volte riedito)
- Ricerca dei libertini. La teoria dell'impostura delle religioni nel Seicento italiano, Universale di Roma, 1950 (nuova edizione La Nuova Italia, Firenze, 1983)
- Risorgimento e protestanti, E.S.I., Napoli, 1956 (nuove edizioni Mondadori, Milano, 1989, Claudiana, Torino, 1998)
- Storia dell'età moderna da Carlo V all'Illuminismo, Cremonese, Roma, 1960 (nuova edizione Storia dell'età moderna (1515-1763), 3 voll., Collana Piccola Biblioteca n.65, Einaudi, Torino, 1965)
- Autobiografia della giovane America. La storiografia americana dai Padri Pellegrini all'Indipendenza, Collana Biblioteca di cultura storica n.99, Einaudi, Torino, I ed. 1968
- Evangelo e berretto frigio. Storia della Chiesa Cristiana Libera in Italia, Claudiana, Torino, 1971
- Architettura e politica da Cosimo I a Ferdinando I, Olsckhi, Firenze, 1976
- Incontri europei e americani col Risorgimento, Vallecchi, Firenze, 1990
- Barocco e puritani. Studi sul Seicento in Italia, Spagna e New England, Vallecchi, Firenze, 1991
- Le origini del socialismo, Einaudi, Torino, 1992
- Studi sull'evangelismo italiano tra Ottocento e Novecento Claudiana, Torino, 1994
- Michelangelo politico e altri studi sul Rinascimento fiorentino, Milano Unicopli, 1999
- La libertà religiosa in Italia e Europa, Claudiana, Torino, 2000 (con Gianni Long)
- Il protestantesimo e le rivoluzioni del nostro tempo Claudiana, Torino, 2000 (con Giorgio Bouchard)
- Italia liberale e protestanti, Claudiana, Torino, 2002
- La strada della Liberazione. Dalla riscoperta di Calvino al Fronte della VIII Armata (a cura di Valdo Spini); Claudiana, Torino, 2002. ISBN 978-88-7016-431-2
- Anno XVI dell'era fascista, Claudiana, Torino, 2003
- Il protestantesimo italiano nel Novecento, La Città del sole, Napoli, 2005
- Italia di Mussolini e protestanti, Claudiana, Torino, 2005
- Lo storico e la politica: scritti giornalistici (1945-1961), Polistampa, Firenze, 2007
- Michelangelo politico, prefazione di Tomaso Montanari, presentazione di Valdo Spini, Unicopli, Milano, 2017